# KONAMI Arcade Championship
El KONAMI Arcade Championship (コナミアーケードチャンピオンシップ  Konami Ākēdo Chanpionshippu?), o por sus siglas KAC, es un torneo anual creado en 2011 y organizado por KONAMI para varias series de videojuegos tipo arcade, incluyendo también varios títulos de BEMANI tales como beatmania IIDX, DanceDanceRevolution, GITADORA (GuitarFreaks & DrumMania), jubeat, pop'n music, agregando más videojuegos desde 2012 hasta la actualidad.

## Reglas de admisión
Para poder entrar a cada temporada de competiciones, es indispensable:
- Contar con una cuenta de e-Amusement, incluyendo la misma tarjeta de usuario y leer las reglas antes de participar (el país o región ingresado debe coincidir con el país o región de residencia).
- Escoger uno o más de los títulos de videojuegos (Ejemplo: BASEBALL COLLECTION, beatmania IIDX, DanceDanceRevolution, MAH-JONG FIGHT CLUB, entre otros) disponibles en el torneo.[2]
- Acudir a los puntos de encuentro en la fecha y hora publicados en el sitio oficial.
- Conseguir los puntajes más altos para avanzar a eliminatorias.

## Modo de calificación
Los torneos de KAC siempre suelen tener tres (o cuatro) fases de eliminatorias:
- Fase de clasificación: Todos los jugadores con una e-amusement pass (incluyendo virtual) pueden registrar sus puntajes a cualquiera de los grupos localizados en diversas regiones de Japón y unas cuantas en Asia. Sin embargo, solo jugadores residentes en Japón, Asia (Hong Kong, Macao, Malasia, Taiwán, Tailandia, Singapur, Filipinas, Nueva Zelanda y Australia) y Corea del Sur pueden participar,[4] pero solo DDR está incluido para su competencia en Norteamérica. En juegos como jubeat o como Bombergirl también pueden incluirse equipos de hasta 4 jugadores (por limitaciones DANCERUSH se compite por parejas). En pop'n music y posteriormente en DDR, IIDX y Sound Voltex, la clasificación está dividida por sexaje. Es posible desbloquear canciones en juegos BEMANI tras el registro, sin importar la región. Si ocurre un caso fortuito (una pandemia, por ejemplo), solo se limitará a Japón.
- Semifinales en Japón: Los 16 primeros jugadores (o equipos) con mayor puntaje de cada zona (dividida en Este y Oeste) compiten entre ellos. En algunos casos, un número de jugadores asignados competirán en versus y los 2 primeros jugadores (uno por zona) avanzan a la final o a semifinales globales. Si uno de los participantes reside fuera de Japón, entrará directamente a la final o a semifinales globales. En IIDX, se activará el modo ARENA, en donde se compite con hasta 4 máquinas a la vez. Además, al terminar el torneo, el modo ARENA se instalará en las máquinas restantes, ya sea para competir globalmente para desbloquear canciones, o de modo local para futuros eventos.
- Semifinales globales: Dependiendo del juego, los 4 primeros jugadores (o equipos) con mayor puntaje de cada grupo compiten entre ellos. En algunos casos, con excepción del campeón defensor, un número de jugadores asignados competirán en versus o en arcades separadas y los 3 primeros jugadores avanzan a la final a competir contra el campeón defensor. En otros casos, ya sea en versus o en arcades separadas, si son 6 o más jugadores, se jugarán múltiples semifinales hasta llegar a 2 jugadores. En IIDX, debido al modo ARENA, la semifinal participa 8 jugadores en dos grupos de 4. Las únicas excepciones son: Mahjong Fight Club y Quiz Magic Academy, que entran directamente a la final. Debido a la pandemia durante la realización de la 10.ª temporada, las semifinales se realizaron fuera de cámara y sin público.
- Ronda final: En general, los dos jugadores restantes (o equipos) con mayor calificación competirán para ganar el campeonato. En IIDX, debido al modo ARENA, se eligen los dos jugadores de cada grupo hasta llenar las 4 máquinas y ellos compiten para detectar al ganador. En DDR, se jugará en VERSUS y, antes de la modificación de las semifinales globales, de forma alternada. Debido a la pandemia durante la realización de la 10.ª temporada, se optaron por arcades separadas. En Quiz Magic Academy, participan 4 jugadores. En Sound Voltex, los jugadores probarán las canciones que no fueron lanzadas con anterioridad al torneo. En Mahjong Fight Club, se juegan en modos de 3 y 4 jugadores en dos vientos y, al terminar el torneo (exc. en los casos fortuitos), los campeones se enfrentarán a los expertos en Mahjong.
- Pruebas post-torneo: el campeón probará la nueva versión del juego a punto de salir, si es que hay.

## Torneos realizados

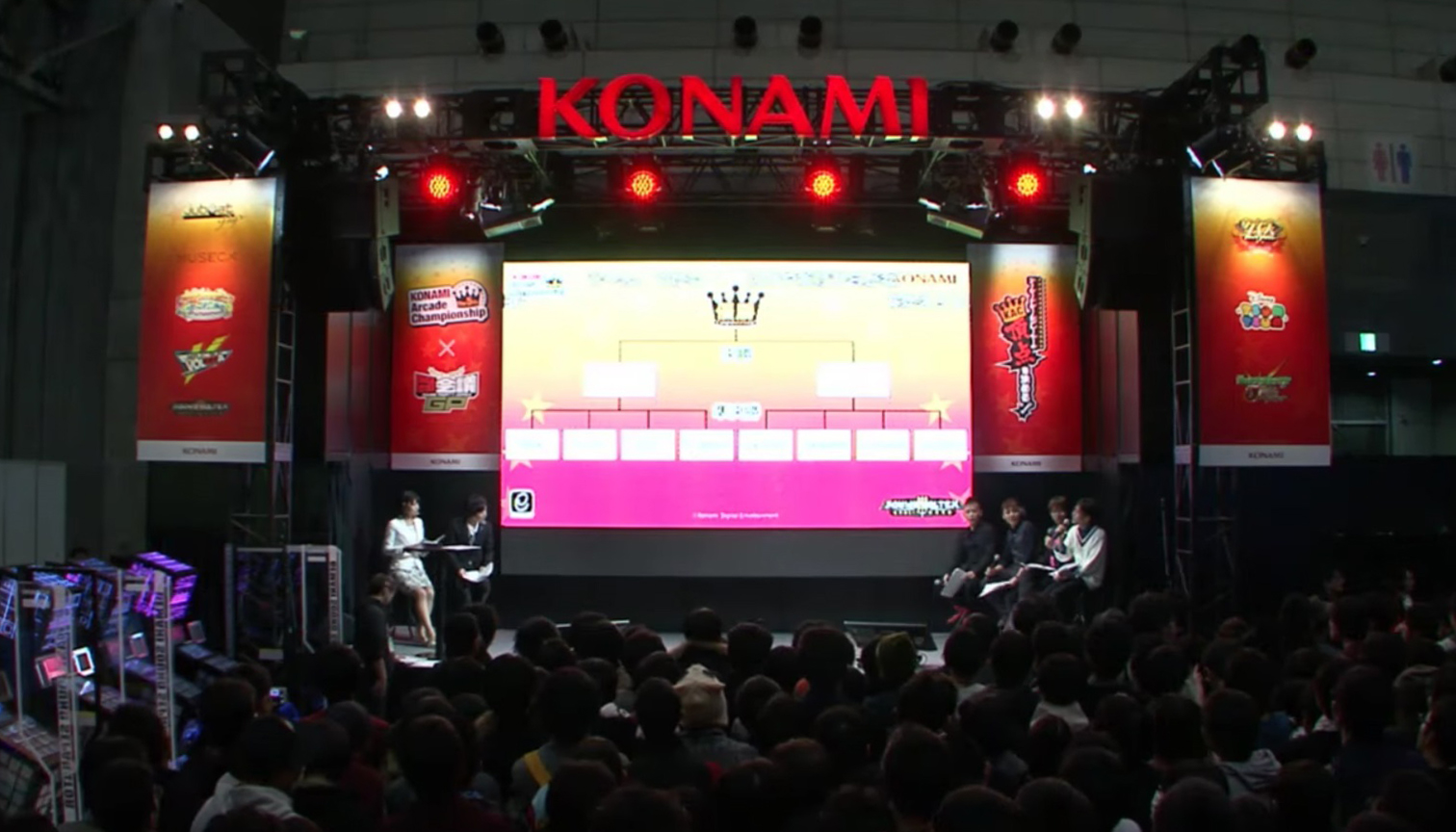
Quinto torneo de KAC, en donde se muestran los nombres de los rivales disponibles de una división (videojuego).

Hasta la actualidad se han llevado a cabo los siguientes torneos:
- KONAMI Arcade Championship 2011 (29 de septiembre)[5] - Dividida en regiones Japón y Asia.
- KONAMI Arcade Championship 2012 (10 de agosto)[6] - Primera aparición de canciones finales del torneo, en ese caso, "Max Burning!!" como canción final en Sound Voltex. Además, en DDR, también tuvo su primera aparición de canciones de inicio de clasificación, en ese caso, son "REVOLUTIONARY ADDICT", "Go For The Top" y 5 entradas premium.
- KONAMI Arcade Championship 2013 (2 de octubre)[7] - FEFEMZ*, uno de los pocos coreanos en entrar a KAC, obtuvo su primer título en jubeat. También probó su suerte en DDR en donde obtuvo sus títulos en sus siguientes campeonatos. Debutan "Bangin' Burst" y "For UltraPlayers" en la final de Sound Voltex.
- KONAMI Arcade Championship: The 4th (22 de diciembre de 2014)[8] - Primera aparición de canciones finales para IIDX, GITADORA, pop'n music, REFLEC BEAT y BeatStream. Sin embargo, debido a un bug, la final de Sound Voltex fue anulada y movida al 22 de marzo de 2015 debido a que la canción final "Everlasting Message" no se pudo jugar (y en consecuencia fue reemplazada por "For UltraPlayers").
- KONAMI Arcade Championship: The 5th (10 de diciembre de 2015)[9] - 6 juegos Bemani recibieron 8 canciones finales en total (uno por juego (exc. en DDR, DanceEvolution, MÚSECA y jubeat, ya que no recibieron canciones), uno en GitarFreaks, otro en DrumMania, y 2 en pop'n music).
- KONAMI Arcade Championship: The 6th (12 de febrero de 2017) - Para las fases finales, IIDX reemplazó sus fases de semifinales y final por el nuevo modo ARENA, y además, para alargar la temporada, también tuvo su clasificación en DOUBLE por única vez. En Cambio, DDR ahora acepta a Norteamérica como nueva región de entrada a la final, siendo CHRS4LFE el primero en ganar en esa región y posteriormente en la final. 4 juegos Bemani recibieron 5 canciones finales (uno por juego (exc. en IIDX, DDR, DanceEvolution, GITADORA y jubeat, ya que no recibieron canciones) y 2 en SOUND VOLTEX). BeatStream fue uno de los juegos en retirarse de KAC, debido a las pruebas extensas de localía de Nostalgia y su posterior lanzamiento.
- KONAMI Arcade Championship: The 7th (10 de febrero de 2018) - Primera aparición de canciones de inicio de clasificación multijuego, en ese caso, "Be a Hero!", y una canción exclusiva para cada juego (exc. en Sound Voltex). Las canciones finales eran: "Carezza" en Nostalgia (pero debutó primero en Keyboardmania), "I" en Sound Voltex y "K∀MUY" en pop'n music. Desafortunadamente, no hubo presentaciones de artistas Bemani, siendo reemplazados por comisionados y otros comentaristas.
- KONAMI Arcade Championship: The 8th (26 de enero de 2019) -  La temporada de clasificación partió con "Catch Our Fire!" (y un arreglo STARDOM REMIX en DANCERUSH), y IIDX y DDR recibió otra canción de clasificación mientras que DANCERUSH recibió 2. Las canciones finales eran 3 en Nostalgia, 2 en Sound Voltex y "西馬込交通曲" en pop'n music. En la final de DDR, además del debut de la arcade dorada llamada "DDR 20th Anniversary Model", CHRS4LFE no podía elegir "ENDYMION", que es EXTRA EXCLUSIVE LV A de la carpeta DDR A, ya que, según las reglas, no se puede repetir canciones por jugador ni por fase en todo el torneo, siendo FEFEMZ* el único que puede elegirla como canción final, y que posteriormente, FEFEMZ* ganó la final por un milimétrico puntaje en su EX-SCORE.
- KONAMI Arcade Championship: The 9th (2 de febrero de 2020) - La temporada de clasificación partió con "ランカーキラーガール" (con arreglos GITADORA STYLE y NOSTALGIA STYLE para ambos juegos y un arreglo STARDOM REMIX en DANCERUSH) y solo una nueva canción exclusiva para IIDX, DDR y DANCERUSH. En DDR, FEFEMZ* fue eliminado en la primera fase, siendo otro coreano quien entró en las semifinales y la gran final, pero no pudo contra CHRS4LFE, que tuvo una gran ventaja en las dos canciones de la gran final, y la tercera, como no existe canciones finales en DDR, fue asignada "ENDYMION" como canción final. Con excepción de DDR, las canciones finales eran "Popperz Chronicle" en pop'n music, "666" en Sound Voltex y 2 en Nostalgia. Sin embargo, estalló la pandemia de COVID-19 antes de que iniciara la última semana del torneo, siendo cancelada dicha semana.[10]
- KONAMI Arcade Championship: The 10th (11 de febrero de 2022) - Las fechas de inicio anteriores eran 3 de marzo de 2021 y 17 de julio de 2021, pero se retrasaron debido a que la pandemia estuvo fuera de control. La canción de clasificación era "世界の果てに約束の凱歌を" (conocido como "Promised Victory Song") dividida en 8 arreglos (uno por juego), y la canción original y su versión "-Advent-" debutó en la final de pop'n music. "Vamos A Bailar" es la canción de inicio de clasificación de DANCERUSH. Las canciones finales son, además de las 2 canciones mencionadas en pop'n music, "XHRONOXAPSULΞ" y "MixxioN" en Sound Voltex y "天使の追放" en Nostalgia. En DDR, como no existe canciones finales, fue asignada "ENDYMION" como canción final en ambas divisiones. La final fue transmitida primero y las semifinales se grabaron fuera de cámara y en secreto hasta 3 meses después, en donde Konami liberó esas grabaciones. Además, al igual que Bemani Pro League, las canciones son seleccionadas por el comentarista en vez de los jugadores.
- KONAMI Arcade Championship (edición 11) (25 de noviembre de 2023) - En JAEPO 2023, se anunció la edición 11. La temporada fue renombrada el 2 de agosto de 2023 como KONAMI Arcade Championship, sin el número de versión o el año de la temporada. La temporada de clasificación partió con "パーフェクトイーター" (y su variante STARDOM REMIX en DANCERUSH). Las otras canciones aparecen vía World Tourism (en IIDX), vía EXTRA SAVIOR (en DDR), vía SPARK FESTIVAL (en DANCERUSH), por campañas (en SOUND VOLTEX y GITADORA), o por eventos (en otros juegos). La final, además del modo ARENA en IIDX, en DDR usará el nuevo modo BEMANI PRO LEAGUE BATTLE para competir, aumentando el número de jugadores a 4. El modo BPL BATTLE solo lo tiene los gabinetes 20th Anniversary Model. Sin embargo, la división de chicas solo está en pop'n music y DDR, y Nostalgia se retira de la competencia. Al principio, no iba a haber traductores, pero esa regla fue descartada. La parte negativa es que FEFEMZ* se retiró de la competencia debido a que no le alcanzaba el presupuesto de viaje a Japón, y varios jugadores de Norteamérica fueron descalificados por tener dos o más cuentas, o por tener una cuenta en Japón y no residir en dicho país. Los usuarios que tenían dos o más cuentas, por reglamento, no debían ser transferidas de una cuenta a otra antes del inicio del torneo y dichos jugadores hicieron todo lo contrario. Además, por reglamento, si un jugador es descalificado, la empresa veta a ese jugador de futuras competiciones. Como novedad, jugadores Bemani Pro League participaron, ya sea en la competencia, o en los comentarios. Las canciones finales son: "Λkasha" (en SOUND VOLTEX), "Crescent:Letter" (en GITADORA DrumMania), "ma plume" (en pop'n music), y "月暈" (en GITADORA GuitarFreaks).

## Arcades presentados
En cada evento, suelen haber diversos títulos de cada videojuego que son representados con su más reciente entrega. Los comentarios de cada temporada aparecerán antes de la lista de juegos. Todas provienen de aquellas series que siguen o estuvieron activos durante su determinada competición:

### KAC 2011
Esta temporada fue dividida en regiones Japón y Asia.
- beatmania IIDX 19 Lincle
- DanceDanceRevolution X2
- GuitarFreaksXG2 Groove to Live
- DrumManiaXG2 Groove to Live
- jubeat copious
- pop'n music 19 TUNE STREET
- REFLEC BEAT
- QUIZ MAGIC ACADEMY 8
- BASEBALL HEROES 2011 SHINE STAR
- MAH-JONG FIGHT CLUB u.v. ～絆の章～
- TENKAICHI SHOGI KAI 2
- ETERNAL KNIGHTS 4 -響きあう魂-

### KAC 2012
A partir de esta temporada, se ha fusionado los torneos regionales en un único torneo global. Sound Voltex y DanceEvolution ARCADE debutan en esta competencia.
- beatmania IIDX 20 tricoro
- jubeat saucer
- REFLEC BEAT limelight
- DanceDanceRevolution X3 vs. 2ndMIX
- pop'n music 20 fantasia
- GuitarFreaksXG3
- DrumManiaXG3
- SOUND VOLTEX BOOTH
- DanceEvolution ARCADE
- MAH-JONG FIGHT CLUB u.v. ～絆の章～
- BASEBALL HEROES 2012
- QUIZ MAGIC ACADEMY ー賢者の扉
- Steel Chronicle
- ETERNAL KNIGHTS TRUST

### KAC 2013
Miraidagakki debuta en esta competencia y Steel Chronicle hace su única aparición.
- beatmania IIDX 21 SPADA
- DanceDanceRevolution (2013)
- DanceEvolution ARCADE
- GITADORA -GuitarFreaks-
- GITADORA -DrumMania-
- jubeat saucer
- pop'n music Sunny Park
- REFLEC BEAT colette
- SOUND VOLTEX II -infinite infection-
- MAH-JONG FIGHT CLUB NEXT
- BASEBALL HEROES 2013
- QUIZ MAGIC ACADEMY ー賢者の扉
- steel chronicle
- ETERNAL KNIGHTS LEGEND
- GI-Master
- Medal Master Keteisen
- ミライダガッキ Future Tom Tom
- Bemani Master
- Winning Eleven 2014

### The 4th KAC
Con la aparición de BeatStream en la competencia, Miraidagakki se despide de ella. Primera temporada en donde, fuera de MAH-JONG FIGHT CLUB, solo participaron juegos BEMANI.
- MAH-JONG FIGHT CLUB 彩の華
- beatmania IIDX 22 PENDUAL
- BeatStream
- DanceDanceRevolution (2014)
- DanceEvolution ARCADE
- GITADORA OverDrive -GuitarFreaks-
- GITADORA OverDrive -DrumMania-
- jubeat saucer fulfill
- pop'n music ラピストリア
- REFLEC BEAT groovin’!!
- SOUND VOLTEX III GRAVITY WARS
- ミライダガッキ Ver.2

### The 5th KAC
Esta temporada fue la primera, en caso de pop'n music, en dividir el torneo por sexaje. Con la aparición de MÚSECA en la competencia, BeatStream se despide de ella.
- MAH-JONG FIGHT CLUB 彩の華
- beatmania IIDX 23 copula
- BeatStream アニムトライヴ
- DanceDanceRevolution (2014)
- DanceEvolution ARCADE
- GITADORA Tri-Boost -GuitarFreaks-
- GITADORA Tri-Boost -DrumMania-
- jubeat prop
- MÚSECA
- pop'n music éclale
- REFLEC BEAT VOLZZA
- SOUND VOLTEX III GRAVITY WARS
- QUIZ MAGIC ACADEMY ー暁の鐘
- Disney TsumTsum
- Moster Strike MULTI BURST

### The 6th KAC
Esta temporada fue la última que fue presentada por artistas BEMANI antes del ingreso de BEMANI Sound Team. Además, en el caso de Dance Dance Revolution, fue la primera en que Norteamérica tuviese participación. MÚSECA y REFLEC BEAT se despiden en esta competencia, mientras que jubeat permite el duelo por equipos por primera vez. Segunda temporada en donde, fuera de MAH-JONG FIGHT CLUB y QUIZ MAGIC ACADEMY, solo participaron juegos BEMANI.
- MAH-JONG FIGHT CLUB Zero
- beatmania IIDX 24 Sinobuz
- Dance Dance Revolution A
- GITADORA Tri-Boost Re:EVOLVE -GuitarFreaks-
- GITADORA Tri-Boost Re:EVOLVE -DrumMania-
- jubeat Qubell
- MÚSECA 1+1/2
- pop'n music うさぎと猫と少年の夢
- REFLEC BEAT 悠久のリフレシア
- SOUND VOLTEX IV HEAVENLY HAVEN
- QUIZ MAGIC ACADEMY トーキョーグリモワール

### The 7th KAC
Esta temporada fue la primera en no ser animada por artistas BEMANI tras el ingreso de BEMANI Sound Team. Nostalgia debuta en esta competencia. Tercera y última temporada en donde, fuera de MAH-JONG FIGHT CLUB y QUIZ MAGIC ACADEMY, solo participaron juegos BEMANI.
- MAH-JONG FIGHT CLUB 豪華絢爛
- beatmania IIDX 25 Cannon Ballers
- Dance Dance Revolution A
- GITADORA MATIXX -GuitarFreaks-
- GITADORA MATIXX -DrumMania-
- jubeat Clan
- pop'n music うさぎと猫と少年の夢
- Nostalgia Forte
- SOUND VOLTEX IV HEAVENLY HAVEN
- QUIZ MAGIC ACADEMY The World Evolve

### The 8th KAC
Esta temporada fue la última que se ha transmitido el concierto post-torneo. Futuros conciertos post-torneo ya no se transmiten en vivo, debido a que el conflicto de Konami contra los artistas Bemani todavía no se resolvieron en ese entonces. Dancerush debuta en esta competencia.
- MAH-JONG FIGHT CLUB GRAND MASTER
- MAH-JONG FIGHT CLUB SP
- beatmania IIDX 26 ROOTAGE
- Dance Dance Revolution A (usando la arcade 20th Anniversary)
- GITADORA EXCHAIN -GuitarFreaks-
- GITADORA EXCHAIN -DrumMania-
- jubeat Festo
- pop'n music peace
- Nostalgia Op. 2
- SOUND VOLTEX IV HEAVENLY HAVEN
- QUIZ MAGIC ACADEMY MAXIVCORD
- BASEBALL COLLECTION
- Bombergirl
- Eldora Crown
- DANCERUSH STARDOM

### The 9th KAC
En esta temporada, además de JAEPO 2020, se ha realizado en e-sports GINZA studio, y en el caso de jubeat, fue la última en permitir el duelo por equipos, pero además, la primera en detenerse prematuramente.
- Juegos presentados:
  - beatmania IIDX 27 HEROIC VERSE[nota 1]
  - Dance Dance Revolution A20
  - GITADORA NEX+AGE -GuitarFreaks-
  - GITADORA NEX+AGE -DrumMania-
  - jubeat Festo
  - pop'n music peace
  - Nostalgia Op. 3
  - SOUND VOLTEX VIVID WAVE
  - DANCERUSH STARDOM
- Competiciones canceladas:
  - MAH-JONG FIGHT CLUB GRAND MASTER[nota 2]
  - MAH-JONG FIGHT CLUB SP[nota 2]
  - QUIZ MAGIC ACADEMY Xross Voyage[nota 2]
  - BASEBALL COLLECTION temporada 2019[nota 2]
  - Bombergirl[nota 2]
  - Eldora Crown 紅蓮の覇者[nota 2]

### The 10th KAC
Esta temporada es la primera, en caso de DDR, IIDX y Sound Voltex, en dividir el torneo por sexaje. Sin embargo, debido al estado de emergencia en Japón, la fase de clasificación fue extendida hasta el 20 de abril de 2021 y se tuvo que saltar un año para la final. Además, se ha realizado íntegramente en e-sports GINZA studio, debido a la cancelación de otros eventos masivos, como JAEPO.
- Juegos presentados:
  - MAH-JONG FIGHT CLUB 疾風
  - MAH-JONG FIGHT CLUB SP
  - beatmania IIDX 29 CastHour
  - Dance Dance Revolution A20 PLUS
  - GITADORA High Voltage -GuitarFreaks-
  - GITADORA High Voltage -GuitarFreaks-
  - jubeat Festo
  - pop'n music 解明リドルズ
  - Nostalgia Op. 3
  - SOUND VOLTEX EXCEED GEAR
  - QUIZ MAGIC ACADEMY 夢幻の鏡界
  - BASEBALL COLLECTION Temporada 2022
  - Eldora Crown 紅蓮の覇者
  - DANCERUSH STARDOM
- Competiciones canceladas:
  - beatmania IIDX 28 BISTROVER (por actualización a nueva versión)[nota 3]
  - GITADORA NEX+AGE -GuitarFreaks- (por actualización a nueva versión)
  - GITADORA NEX+AGE -DrumMania- (por actualización a nueva versión)
  - SOUND VOLTEX VIVID WAVE (por actualización a nueva versión)
  - QUIZ MAGIC ACADEMY 輝望の刻 (por actualización a nueva versión)
  - BASEBALL COLLECTION Temporada 2020 (por cambio de temporada)
  - Bombergirl (confirmada por la empresa)[16]

### Edición 11
Esta temporada hubo un reemplazo en los juegos: sale Nostalgia y Baseball Collection, y entra Chase Chase Jokers y MAH-JONG FIGHT GIRL.
- MAH-JONG FIGHT CLUB Extreme
- MAH-JONG FIGHT CLUB SP
- MAH-JONG FIGHT GIRL
- beatmania IIDX 30 RESIDENT
- Dance Dance Revolution A3
- GITADORA FUZZ-UP -GuitarFreaks-
- GITADORA FUZZ-UP -DrumMania-
- jubeat Ave.
- pop'n music Unilab
- SOUND VOLTEX EXCEED GEAR
- QUIZ MAGIC ACADEMY 黄金の道標
- Rainbow Bombergirl
- Eldora Crown 紅蓮の覇者
- DANCERUSH STARDOM
- Chase Chase Jokers